# Odontorchilus cinereus
El cucarachero dentado (Odontorchilus cinereus), también denominado ratona dientusa, es una especie de ave paseriforme, una de las dos pertenecientes al género Odontorchilus que integra la familia Troglodytidae. Habita en América del Sur.

## Descripción
Mide 12 cm. Muy poco conocida, gris por arriba con la corona parda y blanco por abajo; su cola es gris barrada de negro. Los dientes en el pico, a los que se refieren su nombre popular y científico son bien reducidos y difíciles de ver en campo.

## Distribución y hábitat
Se encuentra en el Brasil central (desde el sur del Río Amazonas, en el este de Amazonas y Pará, hacia el sur hasta el este de Rondônia y centro de Mato Grosso) y este de Bolivia (noreste de Santa Cruz).

Habita florestas subtropicales y tropicales húmedas de baja altitud, desde el nivel del mar hasta los 500 m s. n. m.

## Estado de conservación
Está considerada como “casi amenazada” por el IUCN y su población como decreciente. La amenaza principal a esta especie es la acelerada deforestación en la cuenca amazónica, con las tierras siendo limpias para ganadería y cultivo de soja, facilitado por la expansión de la red de carreteras; la especie es dispersamente distribuida y fuertemente susceptible a la degradación y fragmentación debido a su dependencia de florestas primarias.(Soares-Filho et al. 2006, Bird et al. 2011, A. Lees in litt. 2011). Se desconocen acciones para su preservación.

## Comportamiento
Las parejas acompañan regularmente bandadas mixtas en la canopia y se caracterizan por hurguetear a lo largo de grandes ramas laterales, del lado de abajo.

### Alimentación
Se presume que se alimente de invertebrados que busca en el estrato alto del bosque, a menudo asociado a bandadas mixtas.

### Vocalización
El canto es una repetición bastante melodiosa “tri-ri-ri-ri-ri-ri-ri-ri”, que se vuelve más estridente y rápida “sri-sri-sri-sri-sri-sri-sri”.

## Sistemática

### Descripción original
La especie O. cinereus fue descrita por primera vez por el naturalista alemán August von Pelzeln en 1868 bajo el nombre científico Odontorhynchus cinereus; localidad tipo «Salto do Girão, alto Río Madeira, Brasil».

### Taxonomía
Es monotípica. Algunas veces considerada conespecífica con Odontorchilus branickii pero las dos difieren significativamente en vocalización y hábitat.